# Андерс Беринг Брейвік
А́ндерс Бе́ринг Бре́йвік (норв. Anders Behring Breivik; нар. 13 лютого, 1979, Осло, Норвегія) — організатор і виконавець бійні у Норвегії у липні 2011 року, внаслідок якої загинуло 77 осіб і 240 отримали поранення. Громадянин Норвегії.

## Біографія
Народився в Осло, де його батько, економіст за фахом, працював на дипломатичній посаді. Батьки розійшлися, коли хлопцю виповнився лише один рік. Матір Андерса, медсестра за фахом, повернулася до Норвегії, одружилася вдруге з офіцером норвезького флоту і оселилася в столиці країни — Осло. За визнанням самого Брейвіка сім'я жила доволі заможно, у початковій школі Андерс навіть вчився в одному класі з членами королівської сім'ї Норвегії.
Закінчивши середню школу, продовжив навчання у комерційній школі, через Інтернет вивчав підприємництво в американських і норвезьких коледжах і університетах. Брейвік не служив у збройних силах Норвегії, однак належав до клубу стрільців. Пізніше заснував декілька приватних підприємств, котрі однак не були успішними. Дружини та дітей не мав. Жив з матір'ю в одному з престижних районів столиці. З батьком Єнсом Брейвіком не бачився протягом останніх 15 років. Наразі той живе у Франції. Про діяння сина дізнався з Інтернету. «Я читав сайт газети, і раптом побачив його ім'я і його фотографію. Для мене було шоком упізнати в ній свого сина. Я досі не можу прийти до тями», — сказав він норвезькому таблоїду Verdens Gang. А наступного дня він заявив, що більше в житті не заговорить з сином. Потім додав, що син би мав після такого покінчити життя самогубством.
За місяць до теракту Брейвік поселився у невеликому містечку Рена, де раніше заснував сільськогосподарське підприємство «Breivik Geofarm». Вирощував дині та буряк. Правоохоронці підозрюють, що це підприємство було засноване з метою підготовки терактів.
Улюблені книги Брейвіка — «Критика чистого розуму» Іммануїла Канта і «Дослідження про природу і причини багатства народів» Адама Сміта. Британського політика Вінстона Черчилля у соціальних мережах Брейвік називав своїм кумиром. Крім того, Брейвік є шанувальником Макса Мануса — героя норвезького руху опору часів Другої світової війни. Любить класичну музику, захоплюється комп'ютерними іграми, особливо World of Warcraft.

## Політичні погляди
Андерс Беринг Брейвік почав цікавитися політикою ще у підлітковому віці, визначав себе прихильником консервативних та праворадикальних поглядів. Протягом 1999—2006 рр. був членом молодіжного крила другої за величиною політичної сили у королівстві — консервативної Партії прогресу. Зараз це головна опозиційна сила країни. Звідти його вигнали за екстремістські погляди. У партії описували його як тиху і несміливу персону. Брейвік також був активним прихильником Ізраїлю. На власних сторінках у різних соціальних мережах висловлював занепокоєння расовими стосунками між норвежцями та іноземцями, особливо мусульманами. Хоча ще у 15-річному віці добровільно похрестився у протестантську віру, згодом розчарувався у протестантизмі, вважав його недостатньо консервативним.
Андерс Брейвік також був членом масонської ложі Святого Павла в Осло, однак нічим як масон не відзначився. Також належав до молодіжного крила консервативної партії, хоча вона на його думку не була достатньо консервативною, піддавав критиці політику мультикультуралізму та політкоректності її ідеологів. У багатьох блогах визначав себе норвезьким націоналістом і виступав проти надання громадянства емігрантам, особливо мусульманам. Через Інтернет Брейвік також спілкувався з право-радикалами з інших країн, висловлював бажання створити норвезьку право-радикальну партію.
Був учасником неонацистського інтернет-форуму «Nordisk», на якому обговорюються будь-які теми, пов'язані з тероризмом. На інтернет-порталі document.no, що піддає критиці іслам, під ім'ям Anders B. залишив десятки записів антиісламського і націоналістичного змісту. При цьому, норвезька поліція стверджує, що він не належав до жодної офіційної неонацистської організації і не входив в коло радикалів, за якими ведеться нагляд.

### «Декларація незалежності Європи 2083»
За кілька годин до подвійного теракту Брейвік розмістив в Інтернеті «Декларацію незалежності Європи 2083» (2083 — A European Declaration of Independence). У документі, що нараховує 1518 сторінок, він детально розписує свій план звільнення Європи як від мультикультуралізму, так і від мусульманської релігії. Декларація складається з 4 розділів: «Підйом культурного марксизму», «Ісламська колонізація», «Надія», «Новий початок». Для характеристики сучасної Європи він часто використовує слова «EUSSR» або «Eurabia».
У формі інтерв'ю з самим собою Андерс Брейвік розповідає про хід підготовки до операції в Осло і на острові Утойя. «Культурний марксизм Франкфуртської школи набагато страшніший, ніж старий економічний марксизм, який убив Росію», — пише Брейвік у своїй декларації, на написання якої у нього пішло три роки. У своїй роботі він виступає з низкою ісламофобських висловлювань, але одночасно вступає в протиріччя з собою, розповідаючи про дитинство. На питання про те, чому в школі у нього було багато друзів ненорвезького походження, Брейвік відповідає: «Якщо я стикався з труднощами, то очікував, що друзі підтримають мене на сто відсотків, а не здадуться або втечуть. Досить мало етнічних норвежців поділяють такі принципи. Ті, для кого були цінними ці принципи честі, були або мусульманами, або скінхедами». Потім він у хронологічному порядку перераховує різні конфлікти за участю іммігрантів, свідком або учасником яких був у пізніші роки.
Головною подією, що змусила Брейвіка остаточно переглянути свої погляди, а пізніше взятися за планування атаки, він називає напад НАТО на Сербію в 1999 році. «Абсолютно неприйнятне те, як США і західноєвропейські режими бомбили наших сербських братів. Все, чого ті хотіли, — це витіснити Іслам, депортуючи албанських мусульман в Албанію», — пише він.
У своєму маніфесті Брейвік також заявляє, що після переоцінки цінностей він багато розмірковував над майбутнім Європи, практично ізолював себе від спілкування зі знайомими і присвятив більшу частину часу грі в комп'ютерні ігри та підготовці задуманого. При цьому його не бентежило, що «95 відсотків жителів континенту, швидше за все, засудять такий вчинок». Ідеалами національних державних діячів Андерс Брейвік вважає Вінстона Черчилля і Отто фон Бісмарка.
Деякі частини маніфесту майже дослівно взяті із записів американського терориста Теодора Качинського, також відомого як Унабомбер. Зокрема, заява Брейвіка про те, що його дії були «жахливі, але необхідні» фактично повторює слова Унабомбера, які той в 1995 році включив до свого маніфесту «Industrial Society and Its Future» («Індустріальне суспільство та його майбутнє»). У документі Качинський заявляв, що його терористична активність була необхідна для залучення суспільної уваги до того, що людська свобода перебуває під загрозою через технічну модернізацію світу.
Крім того, на YouTube терорист виклав 12-хвилинний ролик, який був вилучений адміністрацією сайту. Проте, деякі інтернет-користувачі встигли його завантажити.

## Терористичний акт
22 липня 2011 стався подвійний терористичний акт в Норвегії. Спочатку пролунав вибух у центрі норвезької столиці Осло біля резиденції прем'єр-міністра, тут було вбито вісім осіб, п'ятнадцять поранено. Дві години по тому Андерс Брейвік влаштував бійню у молодіжному таборі Робітничої партії на острові Утойя, застреливши 69 осіб. Свідки нападу на острові Утойя розповідають про «жахливу картину», як високий блондин, одягнений у поліцейську форму, попросив людей зібратися в одному місці і почав розстрілювати.
Поліції знадобилися 45 хвилин, щоби дістатися острова, та ще стільки ж, щоб заарештувати нападника. Повідомляють, що він мав два види зброї, зокрема — одну автоматичну гвинтівку.
23 липня Андерс Беринг Брейвік визнав себе винним у скоєному теракті. Повідомив, що план атак він виношував 9 років та сказав, що вважає свої дії звірячими, але вкрай необхідними. Адвокат Гейр Ліпстад, який представляє Брейвіка, каже, що його клієнт визнає, що скоїв вибух та стрілянину та має намір пояснити свої мотиви в суді. Також він підтвердив, що Брейвік готував атаки упродовж деякого часу.
На допиті 24 липня Брейвік зізнався, що головною його жертвою на острові мала стати колишня прем'єр-міністр країни Ґру Гарлем Брунтланн, яку в країні називають «матір'ю нації». Він збирався прибути на острів Утойя вранці в п'ятницю, коли Брунтланн виступала з промовою в молодіжному таборі, проте за деяких причин він не встиг цього зробити і потрапив на Утойя лише після того, як жінка поїхала з острова. Її промова тривала між 11:10 і 12:40 за місцевим часом. Після цього Брунтланн провела ще кілька годин на острові.

Відомо, що він придбав зброю і боєприпаси для своїх злочинів законним шляхом ще 2010 р. Дозвіл на купівлю самозарядного карабіна «Ругер Міні-14» Брейвік отримав у вересні 2010 р. У своїй декларації, яка є своєрідним щоденником підготовки теракту, він написав: 
|  | Як мету використання в заяві я вказав «полювання на оленів», хоча і дуже хотілося написати правду — «страту культурних марксистів і мультикультуралістських зрадників категорії А і Б» — просто, щоб подивитися реакцію. |

Терорист також повідомляв, що придбати зброю за законом було складно, але йому допомогло тривале членство в одному з пістолетних клубів Осло. У січні 2011 року Брейвік подав заяву на ліцензію на напівавтоматичний пістолет «Глок-17» і незабаром її отримав. Також у ході підготовки до війни проти «мультикультуралізму і культурного марксизму» він багато грав у комп'ютерні ігри. За допомогою всіляких симуляторів відточував свою бойову майстерність.

## Розслідування
Розгляд судової справи за звинуваченням Брейвіка у масовому вбивстві людей та тероризмі було розпочато у квітні 2012 року. Раніше суд залишив його під вартою на невизначений термін. Група норвезьких психіатрів провела обстеження Брейвіка і дійшла висновку, що він хворий на параноїдальну шизофренію. За висновками лікарів, на момент вчинення злочину Брейвік повністю не усвідомлював свої дії, вважав себе лицарем-тамплієром, який здійснював вбивства заради добра. Враховуючи висновки психіатрів, Брейвік міг уникнути тюремного ув'язнення і провести решту життя у психіатричній лікарні. Через деякий час Брейвіка визнали психічно здоровим, на чому він наполягав з самого початку.
Вирок Андерсу Брейвіку винесено 24 серпня 2012 року. Терориста засуджено до 21 року позбавлення волі.

## Клопотання про дострокове звільнення
Відповідно до норвезького законодавства, людина, засуджена до максимального терміну ув'язнення (21 рік за норвезьким законодавством), має право подати клопотання про дострокове звільнення після перших 10 років відбування свого покарання.
18 січня 2022 року Андерс Брейвік постав перед норвезьким судом, і вперше за 5 років постав перед громадськістю. Він прибув в суд у темному костюмі з краваткою і з виголеною головою, після чого зробив нацистське привітання присутнім у залі. Він повторив привітання судді Дагу Бьорвіку, коли той увійшов до зали суду.
Він також мав аркуші із надрукованими англійською мовою написами, у тому числі один із написом «Припиніть свій геноцид проти наших білих націй» та «Нацистська громадянська війна». Звертаючись до судді, Брейвік назвав себе кандидатом у депутати.
1 лютого 2022 року норвезький суд відхилив клопотання про умовно-дострокове звільнення Андерсу Брейвіку.
Відповідно до норвезького законодавства, якщо прохання про дострокове звільнення було відхилено, Андерс Брейвік, який змінив своє юридичне ім'я на Фьотольф Хансен, може подати заяву на нове слухання через рік.

## Прихильники
Московський юрист Дмитро Виноградов, який розстріляв сімох людей, назвав себе прихильником Брейвіка.